# Herpersdorf (Lichtenau)
Herpersdorf (fränkisch: Heabasch-dorf) ist ein Gemeindeteil des Marktes Lichtenau im Landkreis Ansbach (Mittelfranken, Bayern). Die Gemarkung Herpersdorf liegt teils auf dem Gemeindegebiet von Lichtenau, teils auf dem Gemeindegebiet von Petersaurach. Sie hat eine Fläche von 7,387 km² und ist in 568 Flurstücke aufgeteilt, die eine durchschnittliche Flurstücksfläche von 13.005,97 m² haben. In ihr liegen neben dem namensgebenden Ort die Gemeindeteile Langenheim, Langenloh und Wicklesgreuth (zum Teil).

## Geografie
Das Dorf liegt am Dorfbächlein, einem linken Zufluss der Fränkischen Rezat. Im Norden liegt das Waldgebiet Birkenbusch, im Osten die Fürstenloh. Im Nordwesten erhebt sich der Vogelbuck, 0,5 km östlich der Büschelberg und 1 km südlich der Eichelberg (442 m ü. NHN).
Durch den Ort verläuft die Staatsstraße 2412, die nach Lichtenau (1,7 km südwestlich) bzw. nach Langenloh führt (1,3 km nordöstlich). Gemeindeverbindungsstraßen führen nach Milmersdorf (1,8 km westlich), zur Staatsstraße 2223 bei Malmersdorf (1,8 km südöstlich) und an Büschelbach (1,4 km östlich) vorbei nach Immeldorf (2,6 km südöstlich).

## Geschichte
Der Ort wurde 1137 als „Heribrandesdorf“ erstmals urkundlich erwähnt. Das Bestimmungswort ist der Personenname Heribrand, der als Gründer der Siedlung anzunehmen ist. 1402 wurde der Ort „Herppffersdorff“ genannt, 1416 „Herbersdorff“.
Im Würzburger Lehenbuch, das zwischen 1303 und 1313 entstanden ist, wurden für den Ort die Herren von Heideck als Vögte angegeben. 1406 verkaufte Heinrich von Heideck die Feste Lichtenau zusammen mit den Ortschaften, zu der auch Herpersdorf zählte, an die Reichsstadt Nürnberg.
Im Salbuch des nürnbergischen Pflegamtes Lichtenau von 1515 wurden für Herpersdorf fünf Untertansfamilien angegeben: vier Untertanen unterstanden der Reichsstadt Nürnberg, einer dem Stadtvogteiamt Eschenbach des Deutschen Ordens. In der Amtsbeschreibung des Pflegamtes Lichtenau aus dem Jahr 1748 zählte der Ort zur Hauptmannschaft Sachsen. Es gab sieben Untertansfamilien, von denen sechs nürnbergisch waren.
Gegen Ende des 18. Jahrhunderts bestand Herpersdorf aus 8 Anwesen. Das Hochgericht und die Dorf- und Gemeindeherrschaft übte das Pflegamt Lichtenau aus. Grundherren waren die Reichsstadt Nürnberg (Landesalmosenamt: 3 Höfe, 2 Halbhöfe, 1 Leerhaus; Pflegamt Lichtenau: Ziegelhütte) und die Pfarr- und Pfründestiftung Eschenbach (1 Gut). Neben den Anwesen gab es das Hirtenhaus als kommunales und das Schweinehaus als herrschaftliches Gebäude.
1806 kam Herpersdorf zum Königreich Bayern. Im Rahmen des Ersten Gemeindeedikts wurde Herpersdorf dem 1808 gebildeten Steuerdistrikt Sachsen und der 1810 gegründeten Ruralgemeinde Sachsen zugeordnet. Mit dem Zweiten Gemeindeedikt (1818) entstand die Ruralgemeinde Herpersdorf, zu der Langenloh gehörte. Sie war in Verwaltung und Gerichtsbarkeit dem Landgericht Heilsbronn zugeordnet und in der Finanzverwaltung dem Rentamt Windsbach. Von 1862 bis 1879 gehörte Herpersdorf zum Bezirksamt Heilsbronn, ab 1880 zum Bezirksamt Ansbach (1939 in Landkreis Ansbach umbenannt) und zum Rentamt Heilsbronn (1919–1929: Finanzamt Heilsbronn, seit 1929: Finanzamt Ansbach). Die Gerichtsbarkeit blieb beim Landgericht Heilsbronn (1879 in Amtsgericht Heilsbronn umbenannt), seit 1956 ist das Amtsgericht Ansbach zuständig.
Die ab 1945 entstandene Siedlung Langenheim und Teile von Wicklesgreuth (Langenloh-Nord genannt) befanden sich auf dem Gebiet der Gemeinde Herpersdorf und wurden von dieser mitverwaltet. Die Gemeinde hatte 1964 eine Gebietsfläche von 4,637 km². Im Zuge der Gebietsreform in Bayern wurde die Gemeinde Herpersdorf am 31. Dezember 1971 aufgelöst und zum Teil nach Lichtenau eingemeindet, Langenloh und Langenheim nach Petersaurach.

### Einwohnerentwicklung

#### Gemeinde Herpersdorf
| Jahr      | 1818   | 1840   | 1852   | 1855   | 1861   | 1867   | 1871   | 1875   | 1880   | 1885   | 1890   | 1895   | 1900   | 1905   | 1910   | 1919   | 1925   | 1933   | 1939   | 1946   | 1950   | 1952   | 1961   | 1970   |
| Einwohner | 163    | 139    | 156    | 161    | 158    | 164    | 143    | 164    | 179    | 170    | 158    | 155    | 146    | 153    | 168    | 171    | 152    | 141    | 140    | 267    | 286    | 312    | 417    | 371    |
| Häuser    | 27     | 22     |        |        |        |        | 28     |        |        | 28     | 29     |        | 27     |        |        |        | 26     |        |        |        | 36     |        | 52     |        |
| Quelle    | [ 22 ] | [ 23 ] | [ 24 ] | [ 24 ] | [ 25 ] | [ 26 ] | [ 27 ] | [ 28 ] | [ 29 ] | [ 30 ] | [ 31 ] | [ 32 ] | [ 33 ] | [ 32 ] | [ 34 ] | [ 32 ] | [ 35 ] | [ 32 ] | [ 32 ] | [ 32 ] | [ 36 ] | [ 32 ] | [ 37 ] | [ 37 ] |

#### Ort Herpersdorf
| Jahr      | 001818 | 001840 | 001861 | 001871 | 001885 | 001900 | 001925 | 001950 | 001961 | 001970 | 001987 |
| Einwohner | 92     | 84     | 90     | 82     | 98     | 82     | 81     | 121    | 84     | 83     | 74     |
| Häuser    | 17     | 13     |        |        | 18     | 15     | 15     | 15     | 15     |        | 15     |
| Quelle    | [ 22 ] | [ 23 ] | [ 25 ] | [ 27 ] | [ 30 ] | [ 33 ] | [ 35 ] | [ 36 ] | [ 18 ] | [ 38 ] | [ 1 ]  |

### Gemeindevorsteher
| Name                      | Herkunft    | Amtszeit  |
| ------------------------- | ----------- | --------- |
| Johann Sebastian Kastner  | Langenloh   | 1833–1867 |
| Johann Georg Schwab       | Herpersdorf | 1867–1880 |
| Johann Georg Kittel       | Herpersdorf | 1880–1895 |
| Johann Simon Eschenbacher | Herpersdorf | 1895–1900 |
| Georg Leonhard Endres     | Langenloh   | 1900–1922 |
| Andreas Meyer             | Herpersdorf | 1922–1945 |
| Johann Stützer            | Langenloh   | 1945–1959 |
| Hans Reitelshöfer         | Langenloh   | 1959–1972 |

## Religion
Der Ort ist seit der Reformation evangelisch-lutherisch geprägt und war ursprünglich nach St. Alban (Sachsen bei Ansbach) gepfarrt, seit 1936 ist die Pfarrei Dreieinigkeitskirche (Lichtenau) zuständig. Die Einwohner römisch-katholischer Konfession waren ursprünglich nach Unsere Liebe Frau (Heilsbronn) gepfarrt, heute ist die Pfarrei St. Johannes (Lichtenau) zuständig.